# Wataru Sasaki
Wataru Sasaki (佐々木 渉 Sasaki Wataru?, nacido el 28 de julio de 1996 en Tokio) es un futbolista japonés que se desempeña como centrocampista.

## Trayectoria

### Clubes
| Club              | País  | Año         |
| ----------------- | ----- | ----------- |
| FC Tokyo          | Japón | 2014 - 2017 |
| FC Tokyo sub-23   | Japón | 2016 - 2017 |
| Kamatamare Sanuki | Japón | 2018 -      |

## Estadística de carrera

### J. League
| Club            | Año   | J. League | J. League | Copa J. League | Copa J. League | Total | Total |
| Club            | Año   | Part.     | Goles     | Part.          | Goles          | Part. | Goles |
| --------------- | ----- | --------- | --------- | -------------- | -------------- | ----- | ----- |
| FC Tokyo        | 2014  | 1         | 0         | 0              | 0              | 1     | 0     |
| FC Tokyo        | 2015  | 0         | 0         | 0              | 0              | 0     | 0     |
| FC Tokyo        | 2016  | 0         | 0         | 0              | 0              | 0     | 0     |
| FC Tokyo        | 2017  | 0         | 0         | 0              | 0              | 0     | 0     |
| FC Tokyo sub-23 | 2016  | 17        | 0         | -              | -              | 17    | 0     |
| FC Tokyo sub-23 | 2017  | 5         | 0         | -              | -              | 5     | 0     |
| Total           | Total | 23        | 0         | 0              | 0              | 23    | 0     |